# Aloys Sprenger
Pour les articles homonymes, voir Sprenger.
Aloys Sprenger (né à Nassereith le 3 septembre 1813 et mort à Heidelberg le 19 décembre 1893), fut un orientaliste autrichien.
Il sort vainqueur avec Michele Amari et Theodor Nöldeke au concours sur l'étude du Coran et de ses manuscrits organisé par l'Académie des Inscriptions et Belles Lettres en 1857. 